# María Teresa Cybo-Malaspina
María Teresa Cybo-Malaspina (Novellara, 29 de junio de 1725-Módena, 29 de diciembre de 1790) fue duquesa soberana de Massa y Carrara entre 1731-1790 y duquesa consorte de Módena y Reggio entre 1780-1790 a través de su matrimonio con Hércules III de Este.

## Biografía

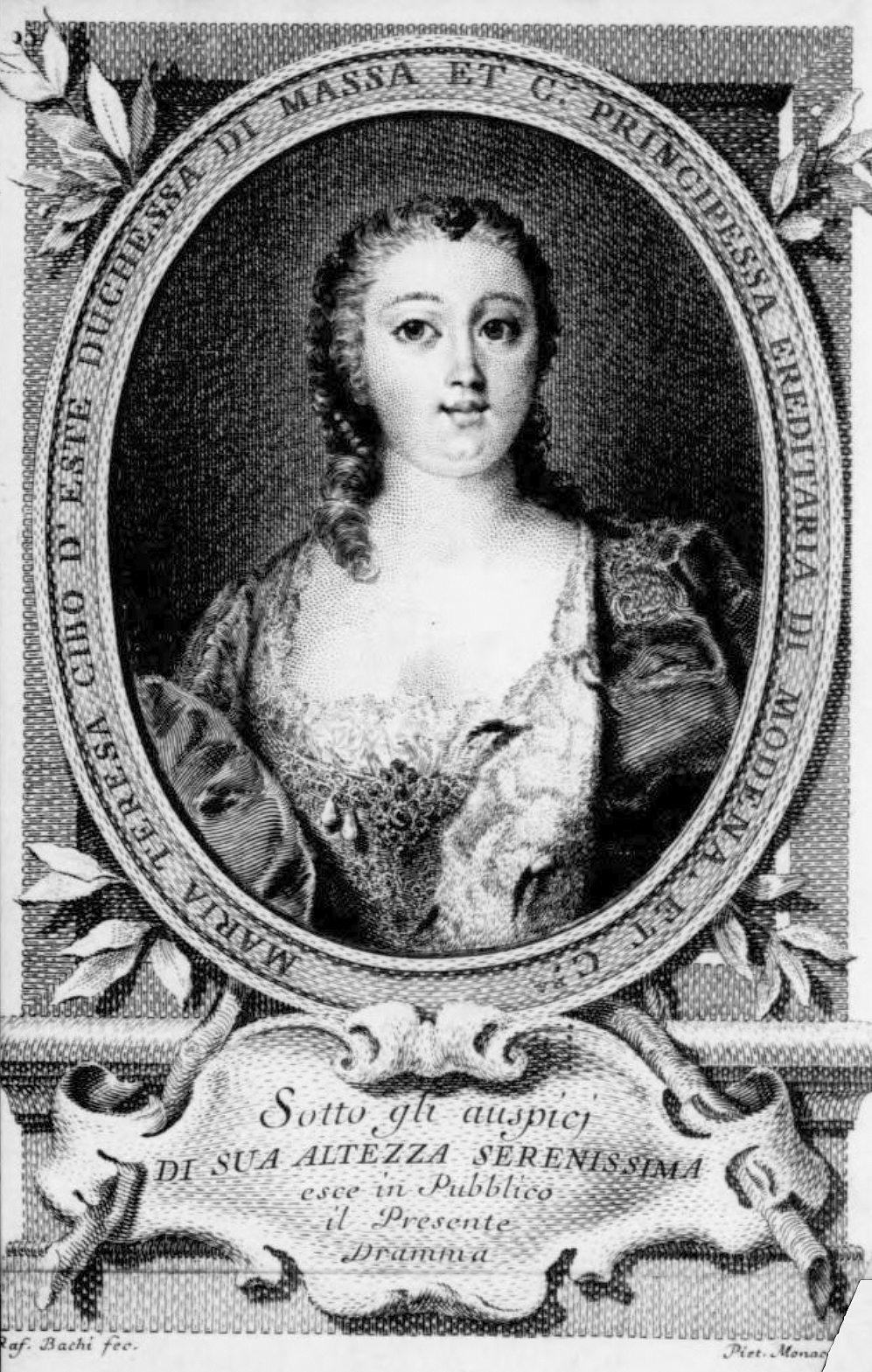
María Teresa, de autor desconocido (c. 1750).

Nacida en Novellara, fue la hija mayor y heredera del duque Alderano I Cybo-Malaspina y su esposa, Ricarda Gonzaga. En 1731, a la edad de seis años, sucedió a su difunto padre bajo la regencia de su madre, y al año siguiente, a pesar de su muy tierna edad, fue prometida en matrimonio con Eugenio Juan de Saboya, conde de Soissons, sobrino nieto y único heredero del príncipe Eugenio de Saboya, quien planeaba establecer para él un segundo estado de Saboya en el centro de Italia. Sin embargo, el matrimonio no se llevó a cabo debido a la prematura muerte del conde en 1734.
Se la unió entonces en matrimonio por poderes a los dieciséis años, el 16 de abril de 1741, con Hércules Reinaldo de Este, de menos de catorce años de edad, que se convertiría varias décadas después en duque de Módena y Reggio con el nombre de Hércules III. Mientras el Ducado de Massa y Carrara permaneció independiente (hasta 1744 todavía bajo la regencia de Ricarda Gonzaga, luego bajo la propia María Teresa), el matrimonio constituyó la base para que el Ducado de Modena y Reggio adquiriera un ansiado acceso a la mar (después de la pérdida, unos ciento cincuenta años antes, del Ducado de Ferrara). 
Su matrimonio con Hércules no era feliz y vivían separados, sin embargo, tuvieron dos hijos: María Beatriz (1750-1829) y Reinaldo Francisco (1753) . Reinaldo Francisco murió poco después de su nacimiento en 1753. Su hija María Beatriz, bajo el auspicio de su abuelo Francisco III se casó con el archiduque Fernando Carlos de Austria, hijo de la emperatriz María Teresa I, y así garantizó la continuidad de los "Estados Estenses" a través de su hijo Francisco IV de Austria-Este. 
Soberana jovial y de buen carácter, reformó las leyes, construyó un hospital y promovió el arte, la cultura y la arquitectura. María Teresa murió en 1790 en Reggio, y a su muerte, todos sus títulos pasaron a su hija.

## Descendencia
María Teresa y Hércules tuvieron dos hijos:
- María Beatriz (7 de abril de 1750 - 14 de noviembre de 1829), heredera de su madre y última descendiente de la Casa de Este, casada con el archiduque Fernando Carlos de Austria. Tuvo descendencia.
- Reinaldo Francisco (4 de enero de 1753 - 5 de mayo de 1753), murió en la infancia.

## Títulos y estilos
- 29 de junio de 1725 - 18 de agosto de 1731 Doña María Teresa
- 18 de agosto de 1731 - 16 de abril de 1741 Duquesa de Massa y Princesa de Carrara
- 16 de abril de 1741 - 22 de febrero de 1780 Princesa hereditaria consorte de Módena y Reggio; Duquesa de Massa y Princesa de Carrara
- 22 de febrero de 1780 - 29 de diciembre de 1790 Duquesa consorte de Módena y Reggio; Duquesa de Massa y Princesa de Carrara